# 상일동역
상일동역(Sangil-dong Station, 上一洞驛)은 대한민국 서울특별시 강동구 상일동과 고덕동에 걸쳐 있는 수도권 전철 5호선의 전철역이다.

## 역사
- 1995년 11월 15일 : 서울 지하철 5호선 왕십리 ~ 상일동 구간 개통과 함께 종착역으로 영업 개시
- 2014년 9월 29일 : 상일동 ~ 하남풍산 하남선 구간 착공[1]
- 2020년 8월 8일 : 수도권 전철 5호선 상일동 ~ 하남풍산 구간(강일역 제외) 연장 개통과 함께 중간역으로 전환. 동시에 2,3,6,7번 출입구 추가개통하면서 기존의 2번 출입구 -> 4번 출입구, 3번 출입구 -> 5번 출입구, 4번 출입구 -> 8번 출입구로 변경됨.

## 역 구조

### 승강장
2면 3선식 승강장을 갖춘 지하역이며, 완전밀폐형 스크린도어가 설치되어 있다. 출입구는 8개다. 1번~4번 출입구는 고덕동에 있고, 5번~8번 출입구는 상일동에 있다.
| 고덕 ↑          |
| ４３ \| ２１ \| |
| ↓ 강일          |

| 1 | ● 수도권 전철 5호선 | 하남검단산발                     | 강동 · 천호 · 광화문 · 여의도 · 방화 방면 |
| 2 | ● 수도권 전철 5호선 |                                  | 강동 · 천호 · 광화문 · 여의도 · 방화 방면 |
| 3 | ● 수도권 전철 5호선 | 방화 방향 회차 및 열차 당역 종착 | 방화 방향 회차 및 열차 당역 종착          |
| 4 | ● 수도권 전철 5호선 | 하남시청 · 하남검단산 방면       | 하남시청 · 하남검단산 방면                |

## 주변
- 서울교통공사 고덕차량사업소
- 강동공영차고지
- 고덕 아르테온
- 고덕2동행정복지센터
- 수도권제1순환고속도로·서울양양고속도로 강일 나들목
- 수도권제1순환고속도로 상일 나들목
- 강일동 방면
- 하남시 풍산동 방면
- 고덕 그라시움
- 고덕동우체국
- 고덕자이
- 고덕 센트럴 푸르지오
- 고덕숲 아이파크
- 고덕 센트럴 아이파크
- 고덕 롯데캐슬 베네루체
- 서울강덕초등학교
- 고덕중학교
- 서울고현초등학교
- 서울고일초등학교

## 이용객 변동
| 노선  | 노선    | 일평균 인원수 (명/일) | 일평균 인원수 (명/일) | 일평균 인원수 (명/일) | 일평균 인원수 (명/일) | 일평균 인원수 (명/일) | 일평균 인원수 (명/일) | 일평균 인원수 (명/일) | 일평균 인원수 (명/일) | 일평균 인원수 (명/일) | 일평균 인원수 (명/일) | 각주  |
| 노선  | 노선    | 2000년                | 2001년                | 2002년                | 2003년                | 2004년                | 2005년                | 2006년                | 2007년                | 2008년                | 2009년                | 각주  |
| ----- | ------- | --------------------- | --------------------- | --------------------- | --------------------- | --------------------- | --------------------- | --------------------- | --------------------- | --------------------- | --------------------- | ----- |
| 5호선 | 승차    | 9,825                 | 10,588                | 10,807                | 10,365                | 9,791                 | 9,141                 | 8,491                 | 8,264                 | 8,335                 | 9,411                 | [ 2 ] |
| 5호선 | 하차    | 8,437                 | 8,846                 | 9,216                 | 8,923                 | 8,142                 | 7,673                 | 7,117                 | 6,859                 | 6,899                 | 7,769                 | [ 2 ] |
| 5호선 | 승·하차 | 18,262                | 19,434                | 20,022                | 19,288                | 17,932                | 16,814                | 15,608                | 15,123                | 15,234                | 17,180                | [ 2 ] |
| 노선  | 노선    | 2010년                | 2011년                | 2012년                | 2013년                | 2014년                | 2015년                | 2016년                | 2017년                | 2018년                |                       | [ 2 ] |
| 5호선 | 승차    | 11,101                | 12,301                | 12,495                | 12,475                | 12,753                | 12,180                | 11,040                | 11,596                | 12,617                |                       | [ 2 ] |
| 5호선 | 하차    | 9,141                 | 10,185                | 10,458                | 10,442                | 10,627                | 10,238                | 9,347                 | 9,711                 |                       |                       | [ 2 ] |
| 5호선 | 승·하차 | 20,242                | 22,486                | 22,953                | 22,919                | 23,380                | 22,418                | 20,387                | 21,307                |                       |                       | [ 2 ] |

## 인접한 역
| 서울 지하철 5호선 ·하남선 | 서울 지하철 5호선 ·하남선 | 서울 지하철 5호선 ·하남선 |
| ------------------------- | ------------------------- | ------------------------- |
| 552 고덕 방화 방면        | ● 수도권 전철 5호선       | 554 강일 하남검단산 방면  |